# کرایشگائو
کرایچگو (انگلیسی: Kraichgau)منطقه ای تپه ای در بادن-وورتمبرگ، در جنوب غربی آلمان است. این ناحیه از شمال با ادنوالد و نکار، از جنوب با جنگل سیاه و از غرب با دشت راین علیا هم‌مرز است بزرگترین شهرهای کرایچگو: زینسهایم، اپینگن و برتن هستند

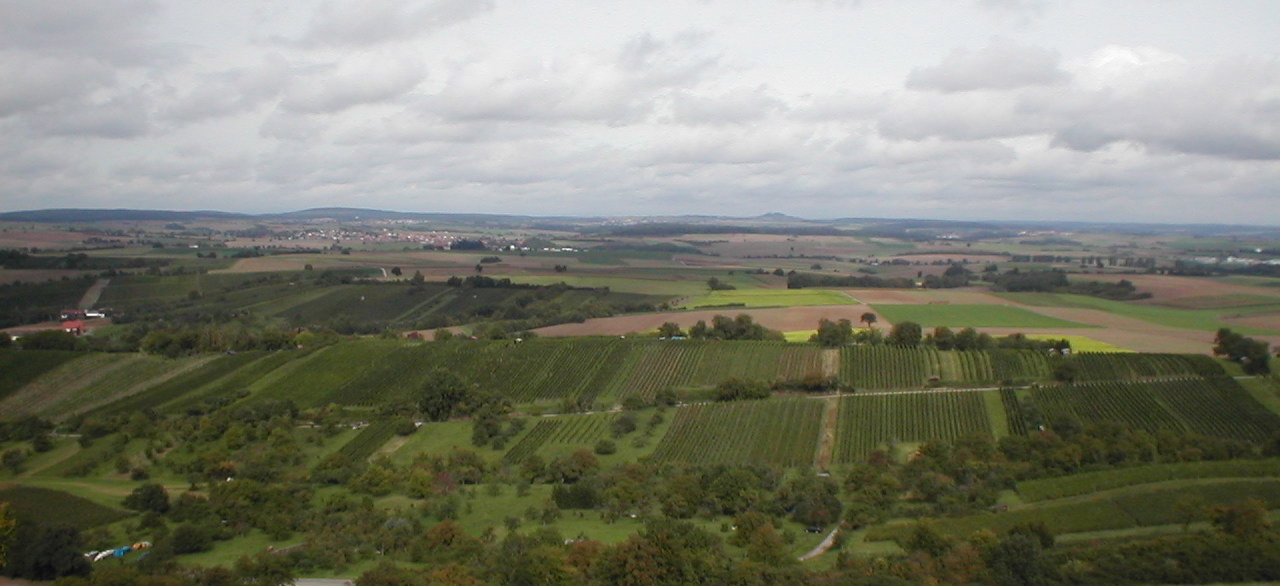
نمایی از راونسبورگ

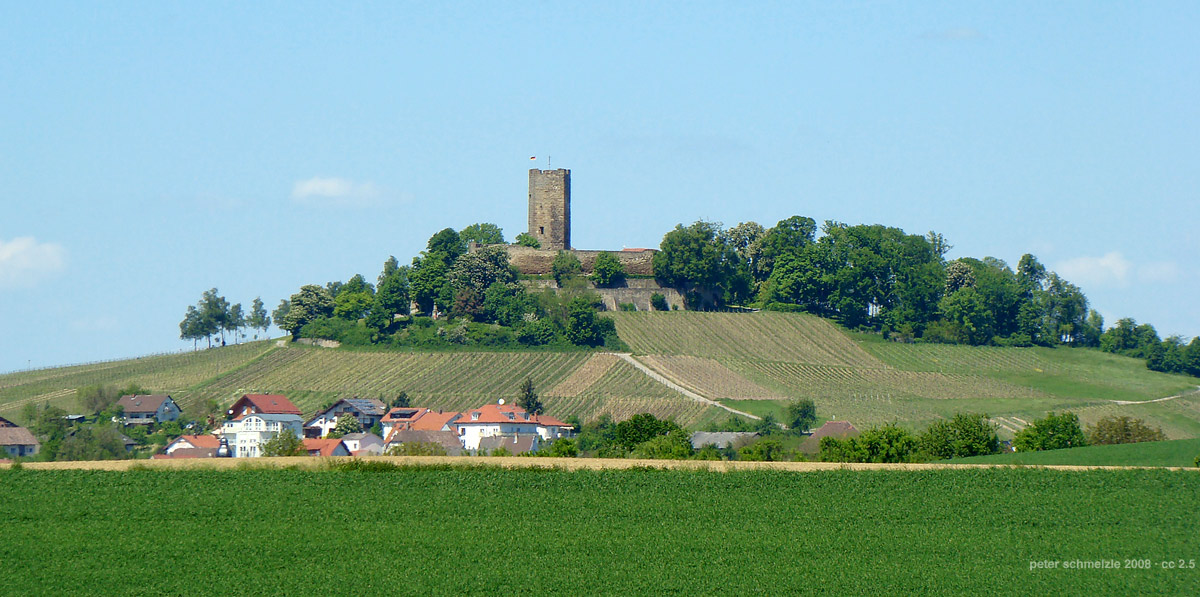
قلعه استینزبرگ در تپه ای همنام خود، در بالاترین نقطه ناحیه

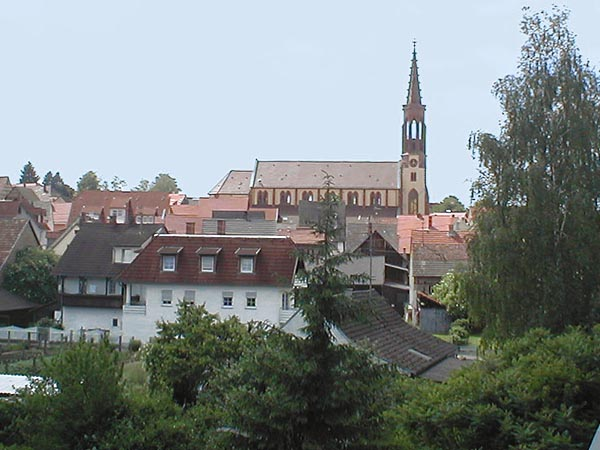
کلیسای کاتولیک وایبشتات

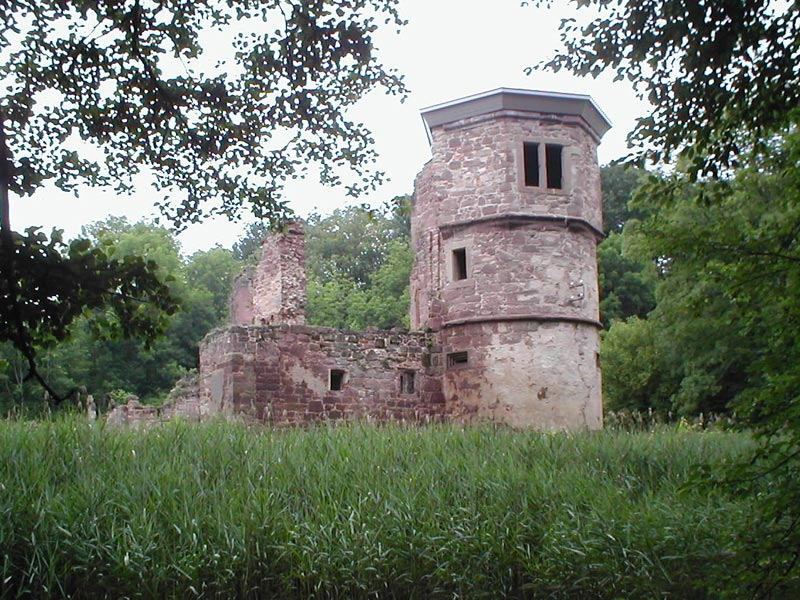
خرابه‌های قلعه آبی

## ریشه نام
واژه کرایچ از ریشه سلتی کلمه کروچ (Creuch)و به معنی گل یا خاک رس است و ظاهراً به معنی سرزمین باز و خالی از چوب است